# The Runaways (película)
The Runaways es una película estadounidense dramática-musical y biográfica de 2010 escrita y dirigida por Floria Sigismondi. Esta narra la historia del grupo de punk rock "de solo chicas" del mismo nombre, famoso en los años '70. Está basada en el libro Neon Angel: A Memoir of a Runaway de la cantante original de The Runaways, Cherie Currie. Dakota Fanning hace el papel de Cherie Currie, Kristen Stewart interpreta a la segunda guitarra y vocalista, Joan Jett, y Michael Shannon al productor del grupo, Kim Fowley. La biopic comienza con la formación de la banda en 1975 y se centra en la relación entre Currie y Jett hasta la partida de la primera.
La película recaudó alrededor de 4,7 millones de dólares en todo el mundo y recibió críticas generalmente favorables, Rotten Tomatoes informó que el 69% de 177 críticos de la muestra dio a la película revisiones positivas y que tiene una valoración media de 6,2 sobre 10. En Metacritic, que asigna una ponderada puntuación media de 100 a los comentarios de los críticos principales, la película recibió una puntuación media de 65 sobre la base de 36 comentarios.Las actuaciones de Stewart, Fanning y Shannon fueron seleccionados como algunos de los elementos más fuertes de la película
La película tuvo su estreno mundial en el Festival de Cine de Sundance el 24 de enero de 2010, y tuvo un estreno limitado en Estados Unidos el 19 de marzo de 2010.

## Sinopsis
The Runaways fue una banda de rock adolescente que alcanzó el éxito a mediados de los años setenta. Sus integrantes eran chicas menores de edad residentes de Hollywood que querían triunfar a toda costa. Por este motivo, su mánager, Kim Fowley (Michael Shannon), pudo manipularlas a su antojo, aprovechándose este de sus inocencias. Pero las dos líderes de la banda Joan Jett (Kristen Stewart) y Cherie Currie (Dakota Fanning) creen que la música es algo más que un producto prefabricado para el consumo de las masas; también es sinónimo de rebeldía y libertad.

## Polémica
Al ser la primera película para adolescentes y adultos de Dakota Fanning ha causado mucha polémica, pues su personaje comete actos en los que aparece fumando y drogándose.

### Negativa de Jackie Fox
Jackie Fox se negó a ceder sus derechos de imagen para que se la mostrara en la película. Por este motivo, la bajista de la banda es un personaje ficticio llamado "Robin Robbins" interpretado por Alia Shawkat.

## Reparto
| Actor                | Personaje                                               |
| -------------------- | ------------------------------------------------------- |
| Kristen Stewart      | Joan Jett                                               |
| Dakota Fanning       | Cherie Currie                                           |
| Michael Shannon      | Kim Fowley                                              |
| Stella Maeve         | Sandy West                                              |
| Scout Taylor-Compton | Lita Ford                                               |
| Alia Shawkat         | Robin Robbins (personaje ficticio basado en Jackie Fox) |
| Riley Keough         | Marie Currie                                            |
| Johnny Lewis         | Scottie                                                 |
| Tatum O'Neal         | Madre de Cherie                                         |
| Brett Cullen         | Padre de Cherie                                         |
| Hannah Marks         | Tammy                                                   |
| Jill Andre           | Tía Evie                                                |
| Ray Porter           | Miembro de la banda                                     |
| Allie Grant          | Chica del club                                          |

## Banda sonora
La banda sonora oficial de la película fue lanzada el 23 de marzo de 2010.

### Track listing
| N.º | Título                           | Artist                           | Duración |  |
| 1.  | «Roxy Roller»                    | Bryan Adams                      |          |  |
| 2.  | «The Wild One»                   | Suzi Quatro                      |          |  |
| 3.  | «It's a Man's Man's Man's World» | MC5                              |          |  |
| 4.  | «Rebel Rebel»                    | David Bowie                      |          |  |
| 5.  | «Cherry Bomb»                    | Dakota Fanning                   |          |  |
| 6.  | «Hollywood»                      | The Runaways                     |          |  |
| 7.  | «California Paradise»            | Dakota Fanning                   |          |  |
| 8.  | «You Drive Me Wild»              | The Runaways                     |          |  |
| 9.  | «Queens Of Noise»                | Dakota Fanning & Kristen Stewart |          |  |
| 10. | «Dead End Justice»               | Kristen Stewart & Dakota Fanning |          |  |
| 11. | «I Wanna Be Your Dog»            | The Stooges                      |          |  |
| 12. | «I Wanna Be Where The Boys Are»  | The Runaways                     |          |  |
| 13. | «Pretty Vacant»                  | Sex Pistols                      |          |  |
| 14. | «Don't Abuse Me»                 | Joan Jett                        |          |  |

## Recepción crítica
Hasta el momento, la película ha recibido críticas en general positivas. Tiene una calificación de 68% en el sitio compilador de críticas Rotten Tomatoes. También tiene una puntuación de 63 sobre 100 en Metacritic, basado en 12 comentarios. Dennis Harvey, de Variety, dio a la película una crítica positiva, al comentar que "demuestra ser convencionalmente agradable".